# Windows Embedded Compact
Windows CE, hay Windows Embedded CE (tên mã là Pegasus) là một hệ điều hành của Microsoft. Đây là một hệ điều hành nguồn mở, được sử dụng cho các hệ thống nhúng.

## Lịch sử
Năm 1996, Microsoft cho ra đời phiên bản hệ điều hành đầu tiên CE 1.0 cho các thiết bị nhúng,không phải là máy tính cá nhân, vốn ban đầu nhằm vào thị trường máy tính cầm tay. Năm 1997, với phiên bản mới được thành phần hóa (CE 2.0), Windows CE có khả năng hỗ trợ nhiều dạng thiết bị khác cũng như các loại vi xử lý mới. Theo sau đó là hai bản nâng cấp nhỏ (2.11 và 2.12) với một số tính năng mở rộng. Đến phiên bản 3.0 ra đời vào năm 2000 thì Windows CE đã có khả năng hỗ trợ các xử lý thời gian thực và các công nghệ đa phương tiện tiên tiến như DirectDraw, DirectShow và Windows Media Player.
Phiên bản CE 4.0 được giới thiệu vào năm 2001. Nó được tích hợp các công nghệ mới như Direct3D, Universal Disc File System (UDFS), Simple Object Access Protocol (SOAP), tính năng quản lý năng lượng cải tiến và hệ quản trị cơ sở dữ liệu SQL Server cho Windows CE. Tiếp theo sau đó là hai bản nâng cấp nhỏ 4.1 và 4.2, cung cấp cho lập trình viên khả năng can thiệp sâu vào hệ thống bằng cách thêm các hỗ trợ để xem tập tin, tính năng Bluetooth, IPv6, VoIP, transaction-safe FAT (TFAT) và .NET Compact Framework 1.0.
Năm 2005, Windows CE 5.0 xuất hiện. Lần này, nó cung cấp cho lập trình viên nhiều công nghệ mới lúc bấy giờ như USB 2.0, SDIO, Windows Media 9 và Microsoft Internet Explorer 6. Bên cạnh đó là cơ chế thống nhất để "build" hệ thống cùng nhiều tùy biến khác để phát triển hệ thống một cách dễ dàng.
Với phiên bản 6.0 ra đời vào mùa thu 2006, kiến trúc hệ thống đã trải qua những thay đổi quan trọng. Dung lượng bộ nhớ ảo cho mỗi tiến trình tăng lên, khả năng nhiều tiến trình chạy đồng thời (đến 32,000 tiến trình). Nhân của hệ thống cũng được hợp nhất. Các tiến trình hệ thống trở thành các thư viện liên kết động (DLL) được tải vào trong không gian nhân. Điều này nâng cao hiệu suất của hệ điều hành, giảm chi phí gọi thực thi các API và thống nhất giao tiếp với nhân.
Tháng 11 năm 2007, Microsoft cho ra đời bản nâng cấp Windows Embedded CE 6.0 R2, với nhiều thành phần và các gói Board Support Package (BSP) mới được thêm vào hệ điều hành.

## Đặc điểm
Windows CE là một hệ điều hành nguồn mở 32 bit. Nó được sử dụng cho các thiết bị thông minh như các vi điều khiển dùng trong công nghiệp, các thiết bị đầu cuối trong tiêu dùng như camera, điện thoại di động, các thiết bị giải trí gia đình.

## Các dòng vi xử lý được hỗ trợ bởi Windows CE
- ARM của hãng Acorn.
- MIPS của MIPS Technologies.
- SH4 của Renesas.
- x86 của Intel.

## Các tính năng mới trong phiên bản 6.0 R2
Phiên bản Windows Embedded CE 6.0 R2 được Microsoft cung cấp cùng với các gói chứa Platform Builder 6.0 Service Pack 1, Visual Studio 2005 Service Pack 1. Điều này hỗ trợ cho việc tận dụng tiện ích của các tính năng mới là thêm các thành phần này vào việc thiết kế và tái xây dựng hệ thống.
Các tính năng được cải tiến trong phiên bản 6.0 R2 bao gồm:
- Các phần mềm điều khiển thiết bị mới[4].
- Phần mềm dịch vụ đầu cuối (tên tiếng Anh là Terminal Services Client) được cải tiến (cụ thể là Remote Desktop)[5].
- Internet Explorer phiên bản 6.0 cải tiến[5].
- Nâng cấp chức năng VoIP[6].